# Statuia șarpelui
Statuia șarpelui (1966) este al treilea roman scris în colaborare de cuplul de autori români George Anania și Romulus Bărbulescu. Este primul roman al celor doi autori în care ordinea de pe copertă este cea alfabetică, nu cea determinată de vârstă.

## Considerații generale
Spre deosebire de precedentele două romane, Constelația din ape și Doando, a căror temă principală era una de natură science fiction, în cartea de față elementul fantastic este unul secundar, accentul fiind pus pe descoperirea unui tezaur dacic într-un cadru care folosește recuzita specifică operelor polițiste. În plus, întreaga acțiune este presărată cu elemente umoristice, ale căror accente se regăsesc pe alocuri și în Constelația din ape.
Aurel Cărășel a fost de părere că romanul este "bine realizat d.p.d.v. stilistic, dar împrăștiat în prea multe planuri uneori divergente".
Romanul încearcă să dea o explicație fantastică tezaurului descoperit în primăvara anului 1962 în timpul lucrărilor de modernizare din zona Gării Vechi din Constanța. Acest tezaur cuprindea 24 de piese din marmură reprezentând divinități grecești, dintre care ieșea în evidență șarpele Glykon, singura statuie de cult a acestei divinități cunoscută până acum în întregul Imperiu roman. Șarpele, care are bot de miel, păr și urechi de om și coadă de leu, a fost sculptat în secolul al II-lea într-un singur bloc de marmură cu latura de 66 de cm.

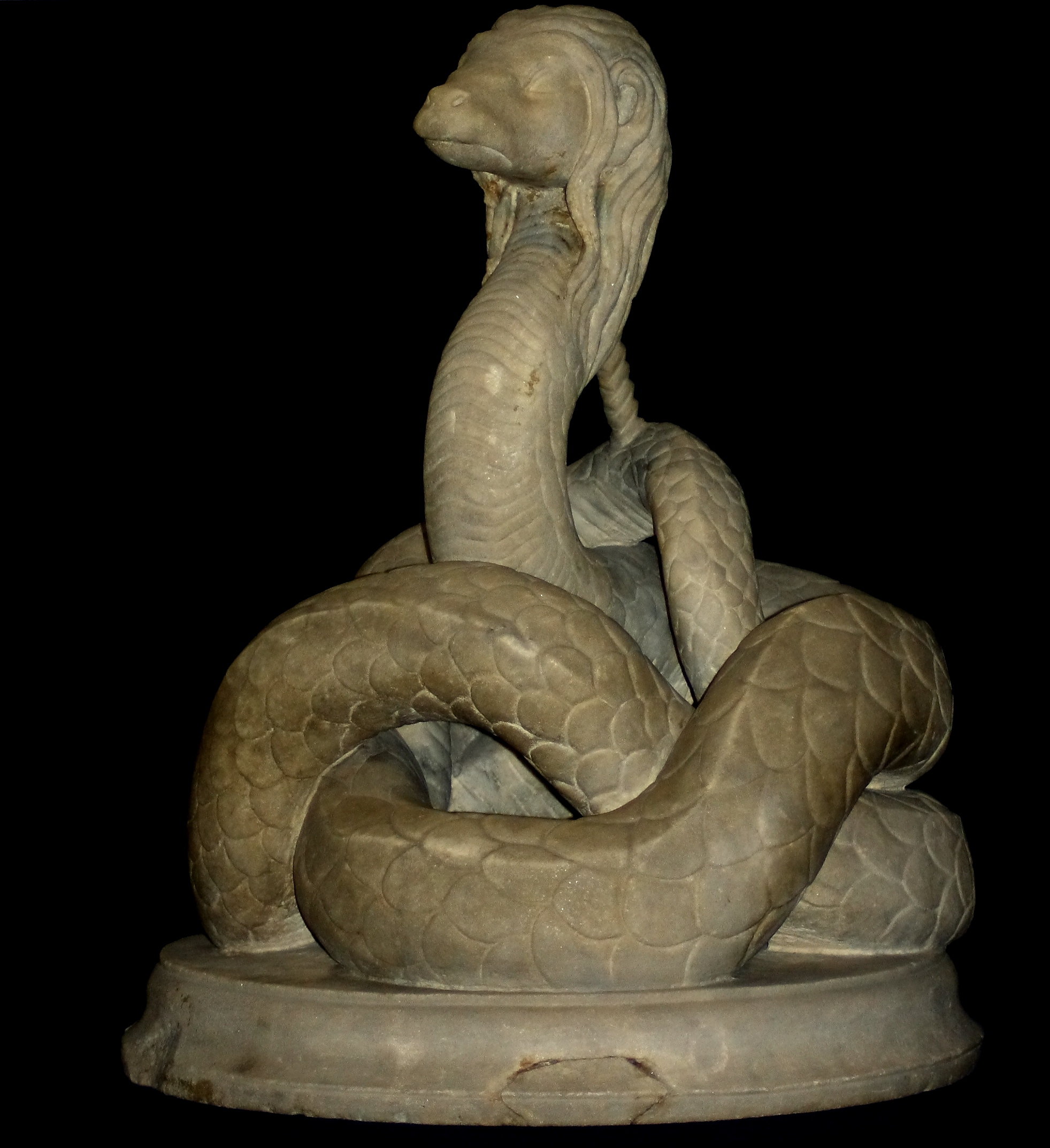
Statuetă a şarpelui Glykon din secolul al II-lea, descoperită pe teritoriul oraşului Constanţa și expusă la Muzeul de Istorie Națională și Arheologie din Constanța

Subiectul le-a permis celor doi autori să exploreze teme de geologie, arheologie și istorie, pe care le-au reunit într-un roman căruia Vladimir Colin i-a făcut o cronică literară foarte bună în Colecția de povestiri științifico-fantastice.

## Intriga
La malul mării are loc o sinucidere bizară a unei tinere pe nume Wilhelmina Fisch. Studiind cazul, căpitanul de poliție Andu află despre furtul unor obiecte descoperite într-un șantier arheologic din Constanța.
La puțină vreme după aceste evenimente, profesorul Mihai Bradin și fiul său, Radu, sunt contactați de un bărbat pe nume Păruș care îi pune în posesia unui artefact misterios: scufundat în lichid, acesta începe să emită lumini colorate. Totodată, Păruș le cere să facă investigații arheologice în zona Hârșovei, unde se află ruinele vechiului castru roman Carsium. Ei trebuie să ia legătura cu un învățător de la care Mihai Bradin - pe atunci adjunct al lui Anatol Fisch, tatăl Wilhelminei - primise pe vremuri o plăcuță de aur cu o inscripție latină.
La început reîntâlnirea între Mihai și învățător este tensionată, dar cu timpul cei doi încep să colaboreze în încercarea de a găsi un prezumtiv tezaur ascuns între ruine. Între timp, Radu descoperă o statuetă din aur masiv a șarpelui Glykon, pe a cărui limbă se află o altă inscipție. Se pare astfel că fiecare inscripție duce la o alta, într-un traseu menit să îi conducă spre tezaur. Ajutat de fiica învățătorului, Mirana, el merge la Constanța pentru a studia statuia descoperită acolo în 1962 și care seamănă perfect cu cea din aur.
Între cei doi tineri se înfiripă o idilă, dar tații lor se află într-un mare pericol: Păruș pare a fi conducătorul unei bande de căutători de comori care sunt dispuși să facă orice pentru a pune mâna pe tezaur. Din fericire, febra căutării și descoperirile făcute sunt atent supravegheate de Andu și de agenții săi, care intervin în ultima clipă și îi arestează pe răufăcători.
Tezaurul se dovedește a avea mai bine de două mii de ani, artefactul luminos aparținând unei civilizații acvatice dispărute, cea a oamenilor-șerpi. Trecând de la un conducător dac la altul, tezaurul a fost în cele din urmă predat centurionului roman Marcus Claudius Senex. Acesta l-a ascuns și a stabilit un lanț de mesaje care să-i permită prietenului său, negustorul grec Menandros, să ajungă pas cu pas la el și să îl ducă departe de Dacia, protejându-l. Tentativa eșuând, tezaurul a rămas îngropat până în zilele noastre, când a fost descoperit de învățător și de familia Bradin.

### Capitolele cărții
Acțiunea romanului este împărțită pe două perioade istorice, fiecare cu propriul sistem de notare. Capitolele numerotate cu cifre arabe urmăresc acțiunea din prezent a familiei Bradin, în timp ce cele numerotate cu cifre romane și având ca motto citate din Ovidiu relatează acțiunea din anul 305 e.n., în care Marcus Claudius ajunge în posesia tezaurului. Cartea se încheie cu un epilog a cărui acțiune este mai veche cu încă 400 de ani și care relatează descoperirea urmelor civilizației oamenilor-șerpi și a artefactului luminos de către sciți.

## Lista personajelor

### Secolul XX
- Radu ”Sârmă” Bradin - student în anul IV la geologie
- Mircea Bradin - profesor pasionat de arheologie, tatăl lui Radu
- Mirana - localnică din Hârșova
- Învățătorul - învățător, tatăl Miranei, pasionat de arheologie
- Otto Fisch, alias Marcel Tăun, Remy, Dumitru Păruș, Pavel Hurmuzache - căutător de comori
- Gyuri Covaci, alias Dominic ”Stacan” Stancu - medic psihiatru din Cluj
- Andu - căpitan de poliție însărcinat cu ancheta morții Wilhelminei Fisch și a furtului de pe șantierul arheologic
- Elena Vereș - locuitoare din Hârșova, care găzduiește familia Bradin în timpul sejurului în acea localitate
- Coman - superiorul lui Andu
- Moș Alecu - paznicul șantierului arheologic
- Ion a lui Lazu - elev din Topalu pasionat de arheologie care descoperă furtul comis de Otto Fisch
- Mihai Bucovar - asistent de serviciu la Muzeul Regional de Arheologie din Constanța

### Secolul al IV-lea
- Marcus Claudius Senex - centurion roman din anul 305 e.n., cantonat la Carsium
- Comozous - get aflat în slujba lui Marcus Claudius
- Ordess (Argessis în limba dacă) - soldat dac originar din zona Argeșului
- Menandros - negustor grec din Corint

## Vezi și
Lista volumelor publicate în Colecția SF (Editura Tineretului)